# Philippe Gustave le Doulcet de Pontécoulant
Philippe Gustave le Doulcet de Pontécoulant  , född 11 juni 1795 i Paris, död 21 juli 1874 i Pontécoulant, var en fransk greve, astronom och matematiker. Han var son till  Louis Gustave le Doulcet de Pontécoulant. 
Le Doulcet, som var överste i artilleriet och pär av Frankrike, utförde ett flertal arbeten inom den matematiska astronomin, däribland undersökningar över planeternas och kometernas perturbationer och över teorin för månens rörelse. Av olika beräkningar över Halleys komets återkomst 1835 kom hans sanningen närmast. Hans mest berömda arbete är Théorie analytique du systéme du monde (fyra delar, 1829-46), vars sista del innehåller hans teori för månrörelsen.